# Susan K. Phillips
Susan Katherine Phillips (ur. 1831, zm. 1897) – poetka angielska tworząca w epoce wiktoriańskiej.

## Życiorys
Była córką pastora George'a Kelly'ego Holdswortha. W 1856 poślubiła malarza Henry'ego Wyndhama Phillipsa. Małżonkowie przez długie lata mieszkali w mieście Ripon, a letnie miesiące spędzali w Whitby. Spotykani rybacy z Yorkshire są częstymi bohaterami jej wierszy. Tematykę morską reprezentuje na przykład wiersz On the Seabord.